# Den stora daldansen (fotboll)
Denna artikel behandlar den fotbollsrelaterade stora daldansen under 1900-talet. För det svenska bondeupproret 1743 med detta namn, se Dalupproret 1743. För albumet, Den stora daldansen (album).
Den stora daldansen kallas den fotbollsmatch i Allsvenskan 1937/1938 som spelades mellan AIK och IK Brage på Råsunda den 17 oktober 1937 och är en av de mest uppmärksammade matcherna i Fotbollsallsvenskan hittills. Detta för att nykomlingen Brage toppade tabellen tillsammans med regerande mästaren AIK inför mötet på Råsunda.
Den blev också mycket omtalad på grund av den publikmassa som försökte se på matchen. Enligt många uppskattningar var det minst 50 000 personer som tog sig till Solna den dagen. Omkring 40 000 (enligt de mest sansade bedömarna) kan ha tagit sig in och sett matchen, men endast 34 150 av dessa räknades in i den officiella publiksiffran, som var antalet betalande åskådare. 
Dock tryckte flera tusen människor på vid olika sektioners grindar, som de senare tog sig igenom. Därmed trotsade de ett antal poliser med dragna sablar, ett vapen den svenska polisen vid denna tid fick använda. Ändå blev flera tusen åskådare tvungna att vända vid grindarna – vissa av dem valde emellertid att åka till Stockholms stadion och se matchen mellan Djurgårdens IF och Skutskärs IF i den näst högsta divisionen. De hade nämligen utlovats resultatrapportering från Råsundamatchen.
AIK–Brage blev dock inte vad många hade hoppats på. Brage tog ledningen med två snabba mål (1–0 Olle Hillström och 2–0 tack vare ett självmål), innan AIK reducerade genom Åke Sigrell strax före paus. AIK:s Axel Nilsson fastställde slutresultatet 2–2 efter 58 minuter. Matchen blev också början på en nedåtgående trend för båda lagen – när den allsvenska sluttabellen fastställdes, hamnade AIK på 6:e och Brage 7:e plats.